# Stygamoebidae
Stygamoebidae – rodzina ameb należących do supergrupy Amoebozoa, podgromady Flabellinia w klasyfikacji Cavaliera-Smitha.
Należą tutaj następujące  rodzaje według Cavalier-Smitha:
- Stygamoeba Sawyer, 1975
- Vermistella